# American Fork
American Fork je město v okresu Utah County ve státě Utah ve Spojených státech amerických. K roku 2010 zde žilo 26 263 obyvatel. S celkovou rozlohou 23,9 km² byla hustota zalidnění 1 101,5 obyvatel na km². Leží v metropolitní oblasti zvané Wasatch Range severně od Utažského jezera 51 kilometrů jihovýchodně od Salt Lake City.

## Osobnosti
- Daniel Wayne Sermon (* 1984), kytarista